# Thaumiers
Thaumiers é uma comuna francesa na região administrativa do Centro, no departamento Cher. Estende-se por uma área de 27,36 km². Em 2010 a comuna tinha 425 habitantes (densidade: 15,5 hab./km²).